# Carlton Palmer
Carlton Lloyd Palmer (Rowley Regis, 5 december 1965) is een Engels voormalig voetballer en huidig voetbalanalist voor BBC. Hij was voornamelijk een verdedigende middenvelder, maar kon ook als centrale verdediger uit de voeten. 
Palmer kwam in de Premier League achtereenvolgens uit voor Sheffield Wednesday, Leeds United, Southampton, Nottingham Forest en Coventry City. Hij speelde bijna 600 competitiewedstrijden gedurende zijn carrière.

## Clubcarrière
Palmer verloor als speler drie bekerfinales. Met Sheffield Wednesday, waar hij van 1989 tot 1994 een sterkhouder was, verloor Palmer in 1993 zowel de finale van de FA Cup als de finale van de League Cup tegen telkens Arsenal. Na een gelijkspel in de finale van de FA Cup op 15 mei 1993, met dank aan de gelijkmaker van spits David Hirst, verloor men de replay met 2–1 op 20 mei 1993. Palmer was aanvoerder bij afwezigheid van oudgediende en voormalig Arsenal-speler Viv Anderson. De met 0–1 gewonnen League Cup-finale van 1991 tegen Manchester United miste de centrale middenvelder, later centrale verdediger, door een gele schorsing.
De finale van de League Cup van 1996, met Leeds United, ging dan weer kansloos verloren tegen Aston Villa met 3–0. Met Coventry City (1999–2001) degradeerde Palmer in 2001 uit de Premier League, hoewel Palmer werd uitgeleend aan Watford en zijn oude club Sheffield Wednesday.
Palmer beëindigde zijn loopbaan bij Mansfield Town in 2005 als speler-coach, maar hij nam na tegenvallende resultaten ontslag op 17 september 2005. Palmer vervulde tevens de rol van speler-coach bij Stockport County van 2001 tot 2003.

## Interlandcarrière
Palmer speelde 18 interlands voor Engeland van 1992 tot 1993, waarin hij één keer scoorde. Palmer scoorde zijn enige doelpunt voor Engeland tegen San Marino op 17 februari 1993, een 6-0 overwinning. Hij maakte deel uit van de selectie van bondscoach Graham Taylor voor Euro 1992 in Zweden, waar hij met zijn land roemloos werd uitgeschakeld na de groepsfase.

## Persoonlijk leven
In december 2016 onderging Palmer een hartoperatie die vijf uur heeft geduurd.